# Philematium femorale
Philematium femorale är en skalbaggsart som först beskrevs av Olivier 1790.  Philematium femorale ingår i släktet Philematium och familjen långhorningar.
Artens utbredningsområde är:
- Kuba.
- Madagaskar.

Inga underarter finns listade i Catalogue of Life.